# 帕勒马希姆

帕勒马希姆（希伯來語：פלמחים）以色列中央区境内的一个集体公社（基布兹），距特拉维夫都会区约10公里。
帕勒马希姆始建于1949年4月11日（以色列立国后的第二年）。其主要建设者是巴勒斯坦英管时期和以色列独立战争时期犹太人准军事组织帕勒马赫（“突击队”）的退役人员，该公社因此得名帕勒马希姆。
2004年帕勒马希姆的总居民人数约为500。该公社主要生产农产品和高强度混凝土，也有一些高科技公司。公社附近有一古代海港遗址，从该遗址发掘出的文物在公社里的博物馆中展览。
帕勒马希姆附近的帕勒马希姆空军基地是以色列国防军和以色列空间局的重要设施，拥有导弹测试场。以色列的国产运载火箭（“沙维特”）就是从这个基地发射。索莱克原子能研究中心也距该公社不远，该中心的5兆瓦级核反应堆是以色列唯一一座受国际原子能机构监督的核反应堆。